# Manfred Gollner
Manfred Gollner (* 22. Dezember 1990 in Judenburg) ist ein österreichischer Fußballspieler auf der Position eines Abwehrspielers.

## Karriere

### Jugend
Gollner begann seine aktive Karriere als Fußballspieler als Sechsjähriger Mitte April 1997 in der Nachwuchsabteilung seines Heimatvereins, dem FC Obdach. In Obdach im Bezirk Judenburg durchlief er verschiedene Jugendspielklassen und kam mit fortgeschrittenem Alter ans LAZ Judenburg. Dieses besuchte er schließlich bis zu seinem Abgang zur Kapfenberger SV im Jahre 2005. Nachdem er Anfang August 2005 nur auf Kooperationsbasis nach Kapfenberg gekommen war, wechselte er im Jahre 2006 als fixer Bestandteil der Jugend der Kapfenberger SV zum obersteirischen Verein. Insgesamt war er dort bis 2007 in diversen Nachwuchsmannschaften aktiv. 2005/06 noch ein Tor bei 20 Einsätzen, erzielte Gollner zur Spielzeit 2006/07 bereits drei Tore bei 16 Jugendmeisterschaftseinsätzen. Während dieser Zeit integrierte sich der junge Obdacher bereits in den Amateurmannschaften des Vereins in den unterklassigen Ligen des steirischen Fußballs.

### Erste Erfahrungen beim ASC Rapid Kapfenberg
In der Frühjahrsmeisterschaft 2006/07 schaffte es Gollner erstmals in den Kader des ASC Rapid Kapfenberg, der zu diesem Zeitpunkt noch in der siebentklassigen Gebietsliga Mürz vertreten war. Sein Ligadebüt gab er schließlich am 29. April 2007 beim 1:1-Heimremis über den SC Parschlug, als er als Ersatzspieler auf den Rasen kam. Nur zwei Runden später stand er bei einem abermaligen 1:1-Heimremis, diesmal gegen den ATuS Wartberg, von Beginn an auf dem Rasen. Bis zum Ende der Saison kam Gollner zu insgesamt acht Ligaeinsätzen und erreichte mit seiner Mannschaft den fünften Rang in der Endtabelle.
In der nachfolgenden Spielzeit 2007/08 zeigte der gelernte Verteidiger, was er offensiv zu bieten hat. Bereits in der dritten Runde der laufenden Saison erzielte er sein erstes Pflichtspieltor im Erwachsenenfußball, als er bei einer 3:4-Auswärtsniederlage gegen den ATuS Wartberg den Ball über einen direkten Freistoß im gegnerischen Tor unterbrachte. Nur eine Runde später kam er beim 4:0-Heimsieg über den SV Union Mautern zu seinem ersten Doppelpack in seiner noch jungen Karriere im Herrenfußball. Bis zur zwölften Runde hatte Gollner bereits sieben Tore zu Buche stehen und war zu diesem Zeitpunkt zusammen mit seinem Teamkollegen Lukas Stadler bester Torschütze der Mannschaft.
Negativer Höhepunkt der Saison war für den damals 17-Jährigen der 30. März 2008 (14. Runde), als er innerhalb von nur einer Minute zuerst Gelb und dann Gelb-Rot sah und so frühzeitig den Platz verlassen musste. Obwohl die Kapfenberger ab diesem Zeitpunkt (55. Minute) mit einem Mann weniger spielten, gewann sie die Partie gegen den SC Gusswerk mit 3:1. Sein letztes Ligaspiel für den ASC Rapid Kapfenberg absolvierte er am 13. April 2008 bei einem 2:0-Heimerfolg über den ATuS Wartberg (16. Runde) und kam so in dieser Spielzeit auf eine Bilanz von sieben Toren bei 15 Meisterschaftseinsätzen.

### Einberufung in den Landesligakader
Nach den guten Leistungen im Farmteam wurde Gollner schließlich in den Kader des Landesligateams geholt. Bei Rapid Kapfenberger hatte er Anteil an dem Meistertitel, den die Mannschaft am Ende der Saison mit elf Punkten Vorsprung auf den SV Hinterberg und den SV Breitenau errang. In der Landesliga gab er schließlich am 18. April 2008 sein Liga- sowie Teamdebüt, als er bei der 0:2-Auswärtsniederlage gegen den WSV St. Lambrecht über die volle Matchdauer durchspielte. Bis zum Ende der Spielzeit 2007/08 kam der gebürtige Murtaler in sieben Landesligaspielen zum Einsatz und saß in weiteren zwei nur auf der Ersatzbank.
Auch in der Folgesaison 2008/09 konnte sich Gollner nicht zu einer Stammkraft in der Landesligamannschaft entwickeln. So kam er nur zu insgesamt 15 Meisterschaftseinsätzen, in denen er nur wenige über die volle Dauer durchspielte. In einem weiteren Ligaspiel saß er ohne Einsatz nur auf der Ersatzbank. Am 21. April 2009 kam er beim 2:2-Auswärtsremis gegen die Amateure des FC Gratkorn zu seinem ersten Landesligatreffer, der für ihn auch der einzige in dieser Saison bleiben sollte. Mit Mannschaft schaffte er zum Schluss nur einen zwölften Platz in der Endtabelle, ein möglicher Abstieg in die Fünftklassigkeit konnte aber noch abgewandt werden.

### Durchbruch in der Landesliga und Bundesligadebüt
Zur Saison 2009/10 schaffte er den ersehnten Durchbruch in der Landesliga und kam bis zum 1. Mai 2010 in 20 Spielen für die KSV Amateure zum Einsatz und erzielte dabei zwei Tore. Bereits in der vierten Runde der laufenden Saison passierte ihm ähnlich Negatives wie bereits zu seiner Zeit beim Farmteam. So sah er bei der 1:2-Heimniederlage gegen den SVU Gleinstätten abermals innerhalb von nur einer Minute zuerst Gelb und dann Gelb-Rot. In Runde 9 stand Gollner erstmals als Kapitän der Mannschaft auf dem Rasen und blieb dies bis einschließlich der elften Runde. Nachdem er in Runde 14 ein weiteres Mal die Kapitänsschleife umgebunden hatte und in Runde 15 nicht im Kader stand, ist er seit der 16. Runde der aktuelle Kapitän der Kapfenberger Landesligamannschaft.
Obwohl die Amateure am 4. Mai 2010 ein wichtiges Spiel gegen den FC Gleisdorf 09 im Steirer-Cup (7. Runde; Viertelfinale) hatten, wurde Gollner von KSV-Trainer Werner Gregoritsch für das Bundesligaspiel gegen den FC Red Bull Salzburg in den Kader des Profiteams geholt. Während die Amateure das Auswärtsmatch mit 0:3 verloren, gewann das Profiteam zuhause gegen die Gäste aus Salzburg mit 2:0, wobei Manfred Gollner ab der zweiten Spielhälfte den serbischen Stürmer Srđan Pavlov ersetzte, um die Führung zu verteidigen. Zusammen mit Gollner gab an diesem Abend auch der gleichaltrige Lukas Stadler sein Profidebüt.

### Über Hartberg zurück in die Bundesliga
Zur Saison 2016/17 wechselte Gollner zum Regionalligisten TSV Hartberg. Mit Hartberg konnte er zu Saisonende in den Profifußball aufsteigen. Gollner kam in der Aufstiegssaison in 28 von 30 Partien zum Einsatz.
Mit den Hartbergern konnte er in der Saison 2017/18 erneut aufsteigen und somit von der Regionalliga in die Bundesliga durchmarschieren. Nach dem Aufstieg wechselte er im Sommer 2018 zum Wolfsberger AC, bei dem er einen bis Juni 2020 laufenden Vertrag erhielt. Nach seinem Vertragsende beim WAC kehrte er zur Saison 2020/21 zum Ligakonkurrenten Hartberg zurück, bei dem er einen bis Juni 2022 laufenden Vertrag erhielt. In vier Jahren in Hartberg kam er zu 63 Bundesligaeinsätzen. Nach der Saison 2023/24 verlässt er den TSV.

### Rückkehr nach Obdach
Nach seinem Abschied aus Hartberg kehrte er zur Saison 2024/25 zum fünftklassigen FC Obdach zurück, bei dem er einst seine Karriere begonnen hatte.

## Erfolge
- 1× Meister der Gebietsliga Mürz: 2007/08